# アトム級
アトム級（アトムきゅう、英: atom weight）は、ボクシングなどの格闘技で用いられる階級の1つである。「アトム」は「原子」を意味する。

## ボクシング
女子プロボクシングの一部団体で最軽量級として使用される。契約ウェートは、102ポンド (46.266kg) 以下である。
この階級を最初に創設したのはWIBAで、2004年にそれまでの最軽量級だったミニフライ級の下の階級としてミニマム級の名で創設され、ホリー・ダナウェイが初代王者となった。
2007年にWBCがこの階級を創設した際、初めてアトム級の呼称が使用されている。
2014年にWBOも同様にアトム級として創設されており、WIBAも2015年頃よりアトム級に改称された。
上記以外の団体では同じ契約体重ながら異なる呼称を使用しており、WBAでは2011年よりライトミニマム級、IBFでは2016年よりジュニアミニフライ級としてそれぞれ創設されている。WIBFではジュニアストロー級と呼ばれている。かつて存在したIFBAではこの階級がストロー級と呼ばれていた（一つ上はミニフライ級）。
JBCでもアトム級として創設されているが、世界戦ではそれぞれの団体別の呼称を使用していた。しかし、日本女子王座新設の翌年である2018年よりアトム級に統一されることになった。
WBCの初代アトム級王者はウィンユー・パラドーンジム。この階級での日本人初の世界王者はWIBAの池山直で、JBC解禁後はWBCの小関桃（青木）。WBAの初代ライトミニマム級王者は安藤麻里（フュチュール）、WBOの初代アトム級王者は池山直（フュチュール）、IBF初代ジュニアミニフライ級王者はヨカスタ・バジェ。2015年にWBCの小関とWBAの宮尾綾香の間で日本女子初となる王座統一戦が執り行われ、勝利した小関が日本女子初の統一王者となった。小関はWBAは防衛戦を行わず返上したが、WBC王座は最終的に17度防衛し、2021年12月現在女子全階級通じて世界第2位の防衛記録となっている（最多はセシリア・ブレークフスのウェルター級で25度）。2024年3月現在JBC公認下で最多11名の女子世界王者を輩出している階級。
この階級の世界王座最多防衛記録は小関桃（WBC）の17度。

## キックボクシング
国際キックボクシング連盟にて117ポンド (53.1kg) 以下、国際競技空手協会（女子のみ）では108ポンド (49.1kg) 以下をアトム級と呼んでいる。

## 総合格闘技
RIZINでは49.0kg以下の女子選手をスーパーアトム級として設置している。